# Arenaviridae
Arenaviridae è una famiglia di virus dell'ordine Bunyavirales. Benché i virus di questa famiglia siano classificati come virus a singolo filamento negativo di RNA (gruppo V secondo la classificazione di Baltimore, Negarnaviricota nella classificazione filogenetica ICTV), il loro genoma è in realtà costituito da due filamenti singoli ambisenso, ciò vuol dire che gli mRNA vengono sintetizzati in direzioni opposte a partire dallo stessa molecola di RNA. Fino al 2014 comprendeva un solo genere, il primo a essere assegnato alla famiglia, Mammarenavirus (al tempo denominato semplicemente Arenavirus), anno in cui fu accettato il nuovo genere Reptarenavirus.

## Struttura
Al microscopio elettronico il virione è sferico o pleiomorfo e misura 40-200 nm di diametro. È avvolto da un denso pericapside lipidico sulla cui superficie si innestano i peplomeri tripartiti, costituiti da due subunità glicoproteiche (GP1 e GP2) e, in alcuni arenavirus, anche da una subunità SSP (stable signal peptide). La matrice è formata da uno strato di proteine che legano lo zinco (dito di zinco), assente negli hartmanivirus e negli antennavirus. Nei virioni è presente un numero variabile di ribosomi di 20-25 nm, dall'aspetto granulare (da cui l'origine del nome arena, dal latino "sabbia"), che il virus ingloba dalla cellula ospite. Tuttavia tali ribosomi non sono necessari per la traduzione delle proteine dei virus neo-sintetizzati. Il nucleocapside è formato da due filamenti di RNA, strettamente associati separatamente con una nucleoproteina (NP) e con la proteina L, una RNA polimerasi RNA-dipendente. I complessi che così si vengono a formare sono detti complessi ribonucleoproteici (RNP).

## Proteine
La proteina strutturale più abbondante è la nucleoproteina, un polipeptide non glicosilato, che incapsida i due filamenti che compongono il genoma a RNA del virus. È presente in misura minore la proteina L, che è una RNA polimerasi RNA-dipendente, necessaria alla replicazione e alla trascrizione del genoma. Un'altra proteina strutturale è il dito di zinco Z, assente negli hartmanivirus e negli antennavirus,  presente nella matrice del virione. Le proteine che compongono il peplomero vengono sintetizzate in due fasi proteolitiche successive. Nella prima si ottiene per lisi la SSP (presente solo negli hartmanivirus e nei mammarenavirus) dal rimanente complesso glicoproteico GP1/2 (GPC), che a sua volta, per mezzo della subtilisina-kexina isozima-1/sito-1 proteasi (SKI-1/S1P) cellulare, viene scisso nelle due subunità glicoproteiche GP1 e GP2.

## Genoma
Gli arenavirus sono dotati di un genoma composto da due filamenti distinti di RNA ambisenso, S (small) che ha una lunghezza variabile tra 2 e 3,5 kb, e L (large) che misura da 6 a 7,5 kb. Negli antennavirus è presente un terzo filamento, chiamato M (medium) ambisenso, e il filamento S risulta invece di polarità negativa. Gli RNA non sono dotati di cappuccio e all'estremità 3' non posseggono una coda poliadenilata. Le estremità 5' e 3' dei due filamenti contengono sequenze complementari altamente conservate, che permettono al filamento di avere una forma chiusa "a manico di padella", necessaria per le corrette trascrizione e replicazione.
Come gli altri virus a RNA negativo, il genoma non è direttamente tradotto in polipeptidi, ma viene prima trascritto in mRNA dai quali si traducono le proteine virali. Il filamento S codifica nella sequenza antisenso la nucleoproteina NP e nella sequenza senso il precursore GPC. Il filamento L invece codifica per la proteina L nel genoma senso e, nei generi in cui è presente, per la proteina Z nel genoma antisenso. Gli ORF sono separati da una regione intergenica non codificante (IGR) che assume una struttura stabile a forcina. Negli antennavirus il filamento S codifica solo per NP, mentre il precursore GPC è codificato dal genoma senso del filamento M. La sequenza antisenso di M produce una proteina sconosciuta.

## Replicazione
Il virus lega il recettore di membrana ed entra nella cellula per via endocitica clatrina-dipendente. Durante la replicazione la proteina L genera RNA genomico e antigenomico. I primi geni virali ad essere trascritti dalla polimerasi L sono quelli che codificano per L e NP. Dopo l'assemblaggio, i virus vengono rilasciati per gemmazione, e il pericapside del nuovo virione deriva dalla membrana della cellula infettata.

## Serbatoi
La distribuzione ecologica e geografica della famiglia è varia. I virus del genere Mammarenavirus sono stati isolati da roditori, pipistrelli e zecche, gli antennavirus sono stati trovati nei pesci e gli hartmanivirus e i reptarenavirus infettano invece i rettili. La distribuzione in natura di questi ultimi due generi è sconosciuta poiché sono stati finora isolati solo da boa in cattività.

## Tassonomia
La famiglia comprende i seguenti generi.
- Antennavirus
- Hartmanivirus
- Mammarenavirus
- Reptarenavirus